# Marie-Joseph Dor de Lastours
Marie-Joseph Dor de Lastours, né le 15 février 1758 à Castres (Tarn) et mort le 21 décembre 1845 à Castres, est un homme politique français.

## Biographie

### Jeunesse
Issu de la famille Dor de Lastours, il est le fils de Louis Dor de Lastours, président trésorier de France au Bureau des Finances de Toulouse, et de Colombe-Jacquette de Boscat. Après avoir passé son enfance au château familial de Lastours et fait ses premières études dans sa ville natale, il les continue à Toulouse, au collège de l'Esquille avant de passer quelques années à Paris.  

### Ancien Régime et Révolution
De retour en province en 1783, il devient à 25 ans conseiller à la Cour des aides de Montpellier sous l'Ancien Régime, et il travaille avec son oncle maternel, Jean-Marie-Emmanuel de Bosquat. 
En 1789, il participe à l'assemblée de la noblesse de Castres qui prépare les états-généraux. Le 14 juillet 1790, il représente sa ville à Paris, pour la fête de la Fédération. En 1791, il devient le premier président du Directoire du département du Tarn, ce qui équivaut à l'actuel poste de président du conseil général. Un an après, en 1792, il est nommé procureur de Castres et sous la Terreur, entre 1794 et 1795, il est agent national à Castres.

### Sous la Restauration
Le 8 octobre 1803, il devient maire de Castres, poste qu'il occupe jusqu'en février 1816. 
Sous la Restauration, d'opinion royaliste, il est élu pour la première fois député du Tarn le 22 août 1815, par 122 voix sur 175. Il appartient à la majorité de la Chambre introuvable. Il est fait chevalier de la Légion d'honneur le 27 février 1816. 
Réélu député le 4 octobre 1816 (120 voix pour 191 votants), il siège à droite et prend quelquefois la parole. Partisan des idées financières de Joseph de Villèle, il les défend à la tribune, parle encore sur les « voies et moyens », et attaque le système des malles-poste comme contraire à la « sûreté des dépêches » : il soutient que ce système, en nécessitant des chevaux plus forts et par conséquent plus chers que ceux des malles ordinaires, fait hausser d'autant le prix des chevaux propres à l'artillerie et à la grosse cavalerie, et augmenter ainsi considérablement la dépense publique. 
Dor de Lastours obtient successivement sa réélection à tous les renouvellements législatifs de la Restauration : le 11 septembre 1819 (677 voix  sur 1 141 votants), le 25 février 1824 (275 voix sur 398 votants), le 24 novembre 1827 (158 voix sur 225 votants) et le 23 juin 1830 (333 voix sur 592 votants). Il ne cesse, durant ces diverses législatures, d'opiner avec le côté droit et de s'intéresser aux discussions financières. Il vote toutes les lois d'exception et soutient la politique du ministère Villèle, puis celle du cabinet Polignac.
Il ne se rallie pas à la monarchie de Louis-Philippe et est considéré comme démissionnaire, faute de serment. Il est remplacé par Auguste de Mornay, contre qui il se représente le 5 juillet 1831 : mais il échoue avec 114 voix contre 189.

## Mariage
En 1784, il épouse Anne-Louise-Joseph-Germaine de Léaumont (1765 - 14 août 1787), fille du marquis Guy de Léaumont, union dont sont issus:
- Louis-Augustin (1785 - 11 avril 1807),
- Colombe (16 juillet 1786 - ).

Il se remarie en 1796 à Saint-Pons-de-Thomières, avec sa cousine Etiennette de Beyne de Barre, union dont sont issus :
- Hercule (1797 - 1797),
- Hombeline (1798 - 1870),
- Henry (1801 - 1837),
- Charles (1803 - 1804),
- Mathilde (1804 - 1805),
- Flavie (1805 - 1807),
- Louis-Gabriel (1808 - 1856),
- François-Léon (1809 - ),
- Pierre-Alphonse (1811 - )

### Sources
- « Marie-Joseph Dor de Lastours », dans Adolphe Robert et Gaston Cougny, Dictionnaire des parlementaires français, Edgar Bourloton, 1889-1891 [détail de l’édition]